# Tina Mahkota
Tina Mahkota, slovenska prevajalka in publicistka, * 26. september 1964, Ljubljana
Študirala je anglistiko in primerjalno književnost na Filozofski fakulteti v Ljubljani, kjer je diplomirala v letih 1988 in 1989.
Najprej je delala v šolstvu, nato pa je med letoma 1992 in 2003 poučevala na Oddelku za anglistiko in amerikanistiko na Filozofski fakulteti v Ljubljani. Od leta 2003 je samozaposlena v kulturi. Tri ure tedensko poučuje angleščino na AGRFT.
Prevaja prozna dela irskih, škotskih in britanskih avtorjev. Njeni prevodi iz nemščine so večinoma otroške in mladinske knjige. Prevaja drame sodobnih ustvarjalcev iz britanskega, irskega in ameriškega okolja.
Dva mandata je bila predsednica upravnega odbora Društva slovenskih književnih prevajalcev. Od leta 2004 je konzultantka mednarodnega literarnega festivala Vilenica, na katerem je bila leta 2007 tudi članica žirije za nagrado »kristal Vilenice«. Sedi v strokovnih komisijah Ministrstva za kulturo RS za podeljevanje štipendij in področje knjige.

### Zasebno
Poročena je bila s književnikom Milanom Klečem. Je hči pevke Marjane Deržaj ter alpinista in novinarja Anteja Mahkote.

## Nagrade in priznanja
- priznanje sveta SNG Maribor (2011) za nadpovprečen prispevek k uveljavitvi tega gledališča.[navedi vir]

- nagrada Dominika Smoleta (podeljena leta 2010 na Borštnikovem srečanju) za prevod in jezikovno adaptacijo drame Patricka Marberja Od blizu, ki je bila uprizorjena v SNG Maribor v režiji Dina Mustafića.

Žirija je v obrazložitvi zapisala, da si je nagrado zaslužila z »avtentičnim urbanim pogovornim jezikom, z govornimi navadami posameznih likov, z dovolj drzno in funkcionalno izbiro vulgarizmov in s čustveno zaznamovanimi izrazi s katerimi je ključno pomagala graditi prepričljivo, polnokrvno gledališko igro četverice protagonistov«.
- Sovretova nagrada (2013) za prevod dela Jamesa Joycea Dublinčani. Gre za drugi slovenski prevod tega dela po letu 1956.

Žirija je v obrazložitvi zapisala: »Z novim prevodom Dublinčanov je slovenski bralec končno dobil tudi tak prevod Joyceove mojstrovine, kot izvirniku gre /…/«

## Prevodiproznihdel

### Nekateri prevodi iz angleščine
- Roddy Doyle: Pady Clarke, ha ha ha (1995)
- Ruth Rendell: Nova prijateljica in druge zgodbe (1995)
- Cynthia Voigt: Nož v škornju (1997)
- Roddy Doyle: Ženska, ki se je zaletela v vrata (1998)
- Janice Galloway: Dihati moraš, to je vsa skrivnost (2000)
- Neil Jordan: Sončni vzhod z nočno pošastjo (2000) prevod in spremna beseda
- James Joyce: Poezija in kratka proza (2000)
- George Orwell: Živalska farma; izbrani eseji (2001)
- Zadie Smith: Beli zobje (2004)
- Marcel Proust: Iskanje izgubljenega časa (2004)
- Michael Frayn: Vohuni (2005)
- Geoff Dyer: Joga za ljudi, ki se jim je ne da početi (2010)
- Sam Shepard: Dan izmed dni - zgodbe (2011) prevod in spremna beseda
- Virginia Woolf: Znamenje na strehi (2011)
- Hanif Kureishi: Polnoč ves dan (2012)
- James Joyce: Pisma Nori (2012)
- George Orwell: Pot v Wigan (2013)
- James Joyce: Dublinčani (2013)

### Prevodi otroške in mladinske literature
- Friderich Joachim: Internet in pomfrit (1998)
- Judy Hindely: Mali prikupni pošastek (2004)
- Bianka Minte-König: Šolsko dvorišče in modna brv (2005)
- Friderich Joachim: Cirkus Barone in papagajevo prekletstvo (2005)
- Alix Carbera: Vile pripovedujejo…o življenju (2010)
- Alix Carbera: Vile pripovedujejo…o samozavesti (2010)

### Antologije
- Anamaris: antologija sodobne irske književnosti (2007)
- Kri in voda: antologija sodobnih irskih kratkih zgodb (1998)
- Glas: antologija sodobne škotske proze (2002)
- Tàin: antologija staroirske književnosti (po motivih staroirskega dela napisal Thomas Kinsella) prevod in spremna beseda (1999)

## Prevodidramskihdel
| - R. Bean: Kruh, SLG Celje (2012) - D.C. Jackson: Moje bivše, moji bivši, SLG Celje (2011) - Lee Hall: Knapi slikarji, SLG Celje (2011) - Tennessee Williams: Mačka na vroči pločevinasti strehi, Mestno gledališče ljubljansko (2010) - Patrick Marber: Od blizu, SNG Maribor (2010) - Sam Shepard: Lunine mene, SNG Drama Ljubljana (2010) - David Mamet: Bostonska naveza, SNG Drama Ljubljana (2009) - Joanna Murray-Smith: Samica človeške vrste, SLG Celje (2009) - Tennessee Williams: Steklena menažerija, Prešernovo gledališče Kranj (2009) - Bridget O'Connor: Zastave, SLG Celje (2009) - Jeroen Van den Berg: Podžig, Gledališče Koper (2009) - Terry Johnson in Charles Webb: Diplomiranec, SLG Celje (2008) - Simon Bent in Ingvar Ambjornsen: Elling, SLG Celje (2008) - Brian Friel: Jaltska igra: (po Čehovu), Poigra, SNG Drama Ljubljana (2008) - David Ives: Vse ob pravem času, SNG Maribor (2008) - John Steinbeck: Ljudje in miši, SLG Celje (2008) - Alan Ayckbourn: Skrivni strahovi na javnih krajih, SNG Nova Gorica (2007) - Richard Bean: Evrofilija: politična seksualna odrska farsa, SLG Celje (2007) - Alan Bennett: Kafkov tič, SLG Celje (2006) - Ferdinand Bruckner: Bolezen mladosti, SNG Drama Ljubljana (2006) - Patrick Marber: Howard Katz, SLG Celje (2006) | - Shelagh Delaney: Okus po medu, SNG Drama Ljubljana (2006) - Aurand Harris: Hočevski medved, SLG Celje (2006) - Neil Labute: Prasica debela, Mestno gledališče ljubljansko (2005) - Brian Friel: Translacije, SNG Drama Ljubljana (2005) - Tennessee Williams: Mačka na vroči pločevinasti strehi, SNG Maribor (2005) - Mickle Maher: Mojster Šivic in Luna, Lutkovno gledališče Ljubljana (2005) - Dale Wasserman in Ken Kesey: Let nad kukavičjim gnezdom, SLG Celje (2004) - David Edgar: Oblika mize, SNG Nova Gorica (2004) - Igor Bauersima: Norway.today. SNG Maribor (2004) - Harold Pinter in Di Trevis: Iskanje izgubljenega časa, SNG Drama Ljubljana (2004) - Conor McPherson: Dublinska zgodba, Gledališče Koper (2004) - Donald Margulies: Zgodba o uspehu, Mestno gledališče ljubljansko (2003) - Martin McDonagh: Blazinec, SLG Celje (2003) - Gregory Burke: Gagarinova pot, SNG Drama Ljubljana (2003) - Margaret Edson: Um, SNG Maribor (2003) - Samuel Beckett: Blow up - Povečava (Igra, Zazibanka, Eh Joe), Mestno gledališče ljubljansko (2002) - Marie Jones: Kamni v žepih, Prešernovo gledališče Kranj (2002) - Nicky Silver: Debeluhi v krilcih, SNG Maribor (2002) - McPherson, Conor: Jez, SNG Drama Ljubljana (2001) - David Harrower: Noži v kurah, SNG Drama Ljubljana (2001) - Martin McDonagh: Lepotna kraljica Leenana, SNG Drama Ljubljana (1999) |